# Otoni
Otoni ali Otonska rodbina (nemško Ottonen) je bila Saška rodbina nemških kraljev (919-1024), poimenovana po treh njenih kraljih in cesarjih po imenu Oton, zlasti njegovem prvem cesarju Otonu I.. Znana je tudi kot Saška rodbina po izvoru iz nemškega matičnega vojvodstva Saške. Sama družina je znana tudi kot Liudolfinci (Liudolfinger), po svojem prvem poznanem članu grofu Liudolfu (umrl leta 866) in enem od njihovih glavnih vodilnih imen. Otonski vladarji so bili nasledniki germanskega kralja Konrada I., ki je bil prvi nemški kralj, ki je vladal na vzhodu Francije po karolinški dinastiji in pred to dinastijo. 

## Izvor
Saški grof Liudolf je imel v 9. stoletju velike posesti ob reki Leine zahodno od hribovja Harz in na sosednjem ozemlju Eichsfeld v Turingiji. Njegovi predniki so verjetno delovali kot ministeriali v saškem rodovniku, ki je bil vključen v karolinško cesarstvo po Saških vojnah Karla Velikega. Liudolf se je poročil z Odo, članico frankovske hiše Billung. Približno leta 852 je par skupaj s škofom Altfridom iz Hildesheima ustanovil opatijo Brunshausen, ki se je preselila v Gandersheim, kjer je postala družinski samostan in grobnica. 
Liudolf je že imel visok družben položaj saški dux (iz latinščine 'vodja'), dokumentirano s poroko njegove hčerke Liutgard z Ludvikom Mlajšim, sinom karolinškega kralja Ludvika Nemškega leta 869. Liudolfova sinova Bruno in Oton I. Saški sta vladala nad velikimi deli Saške Ostfalije. Oton je poleg tega deloval kot opat cesarske opatije Hersfeld z velikimi posestvi v Turingiji. Poročil se je s Hedwigo, hčerko Babenberškega vojvode Henrika, mejnega grofa Frankovske. Oton je verjetno spremljal kralja Arnulfa leta 894 na pohodu v Italijo; poroka njegove hčerke Ode z Zwentiboldom, nezakonskim Arnulfovim sinom, dokumentira prizadevanja karolinškega vladarja za zmago mogočne saške rodbine kot zaveznice. Po mnenju saškega kroničarja Widukinda iz Corveyja, je Oton po smrti zadnjega karolinškega kralja Ludvika Otroka leta 911 že bil kandidat za vzhodnofrankovsko krono, ki pa se je prenesla na frankovskega vojvodi Konrada I.
Po Otonovi smrti leta 912 ga je sin Henrik Ptičar nasledil kot Saški vojvoda. Henrik se je poročil z Matildo iz Ringelheima, potomko legendarnega saškega vladarja Widukinda in naslednico razširjenih posestev v Vestfaliji.

## Otonski kralji in cesarji
Otonski vladarji Vzhodne Frankovske, nemškega kraljestva in cesarji Svetega rimskega cesarstva so bili:
- Henrik I. tudi Henrik Ptičar, Saški vojvoda iz leta 912, kralj Vzhodne Frankovske od 919 do 936
- Oton I. Veliki, Saški vojvoda in kralj Vzhodne Frankovske od 936, kralj Italije iz leta 951, cesar Svetega rimskega cesarstva od 962 do 973
- Oton II., so-vladar iz leta 961, cesar Svetega rimskega cesarstva iz leta 967, edini vladar od 973 do 983
- Oton III., Rimsko-nemški kralj iz 983, cesar Svetega rimskega cesarstva od 996 do 1002
- Henrik II., Vojvoda Bavarski od leta 995 (kot Henrik IV.), Rimsko-nemški kralj iz 1002, kralj Italije iz leta 1004, rimski cesar od 1014 do 1024

### Henrik I.
Čeprav nikoli ni bil cesar, je bil Henrik Ptičar nedvomno ustanovitelj cesarske rodbine. Medtem ko so Vzhodnofrankovsko pod vladavino zadnjih karolinških kraljev opustošili madžarski vpadi, je bil med nemškimi vojvodi izbran za primus inter pares. Henrik je bil izvoljen v Rex Francorum maja 919 in je opustil trditev, da je prevladoval nad celotnim razpadajočim karolinškim imperijem in za razliko od svojega predhodnika Konrada I. uspel pridobiti podporo frankovskih, bavarskih, švabskih in lotarinških vojvod. Leta 933 je vodil nemško vojsko do zmage nad madžarskimi silami v bitki pri Riadi in se zavzel za deželo polabskih Slovanov in vojvodstvo Češko. Ker je s svojim osvajanjem toliko moči asimiliral, je lahko prenesel oblast na svojega drugega sina Otona I.

### Oton I.
Oton I. Saški vojvoda, je bil po smrti svojega očeta leta 936, izvoljen za kralja v nekaj tednih. Še naprej je združeval vsa nemška plemena v eno kraljestvo in močno razširil kraljevo moč na račun aristokracije. S strateškimi porokami in osebnimi imenovanju je namestil člane svoje družine v najpomembnejše vojvodine. To pa ni preprečilo, da bi njegovi sorodniki začeli državljansko vojno: tako Otonov brat Henrik Bavarski kot njegov sin Liudolf Švabski sta se uprla njegovi vladavini. Oton I. je uspel zatreti njihove upore, posledično so bili različni vojvodi, ki so bili prej so-enakovredni kralju, ponižani v kraljevske subjekte pod kraljevo oblastjo. Njegova odločilna zmaga nad Madžari v bitki na Leškem polju leta 955 je končala madžarske vpade na Evropo in si zagotovila oblast nad celotnim kraljestvom. 
Poraz poganskih Madžarov je kralju Otonu I. dvignil ugled kot rešitelju krščanstva in dodal vzdevek »Veliki«. Cerkev v Nemčiji je preoblikoval v nekakšno lastniško cerkev in glavno kraljevo moč, kateri je daroval v dobrodelne namene in za katere je bila odgovorna njegova družina. Do leta 961 je Oton I. zavzel Italijansko kraljestvo, ki je bila težavna dediščina, ki je ni nihče želel in razširil meje svojega kraljestva na severu, vzhodu in jugu. Z obvladovanjem velikega dela osrednje in južne Evrope je pokroviteljstvo Otona I. in njegovih neposrednih naslednikov povzročilo omejeno kulturno renesanso v umetnosti in arhitekturi. Potrdil je Pepinovo darovnico leta 756 in s pomočjo koncepta translatio imperii (zgodovinski koncept v srednjem veku) o nasledstvu Karla Velikega stopil v Rim, da ga je papež Janez XII. leta 962 kronal za svetega rimskega cesarja. Z bizantinskim cesarjem Janezom I. Cimiskom je celo prišel do posesti, ko je poročil svojega sina in dediča Otona II. z Janezovo nečakinjo Teofano. Leta 968 je ustanovil nadškofijo v Magdeburgu v svojem dolgoletnem prebivališču.

### Oton II.
Oton II. se je s svojim očetom od leta 961 in leta 967 okronal za so-cesarja. Oton II. se je povzpel na prestol v starosti 18 let. Izključil je bavarsko linijo Otonov iz zaporedja nasledstva, okrepil cesarsko oblast in zagotovil nasledstvo in cesarski prestol lastnemu sinu. V času njegove vladavine je Oton II. poskušal pripeljati celotno Italijo v cesarstvo in ga spraviti v konflikt z bizantinskim cesarjem in s Saraceni Fatimidskega kalifata. Njegov pohod proti Saracenom se je končal leta 982 s katastrofalnim porazom v bitki pri Stilu. Še več, leta 983 je Oton II. doživel veliko vstajo Slovanov proti svoji vladavini.
Oton II. je umrl leta 983 v starosti 28 let po desetletni vladavini. Sledil mu je triletni sin Oton III. kot kralj, njegova nenadna smrt pa je potonila Otonsko rodbino v krizo. Bizantinska princesa Teofana je v času svojega regentovstva za Otona III. opustila imperialistično politiko svojega pokojnega moža in se v celoti posvetila pospeševanju lastnega programa v Italiji.

### Oton III.
Ko je Oton III. postal polnoleten, se je osredotočil na zagotovitev vladavine na italijanskih področjih, pri čemer je svoja zaupnika Bruna Koroškega in Gerberta iz Aurillaca namestil kot papeža. Leta 1000 je šel na kongres v Gniezno na Poljskem, kjer je ustanovil nadškofijo Gniezno in potrdil kraljevski status Pjasta Boleslava I. Hrabrega. Oton III., ki je bil izgnan iz Rima leta 1001, je naslednje leto umrl star 21 let, brez možnosti, da bi ponovno osvojil mesto.

### Henrik II.
Otona III. brez otrok, je nasledil Henrik II., sin vojvode Henrika II. Bavarskega in njegove žene Gizele Burgundske, član bavarske linije Otonov. Bavarski vojvoda od leta 995, je bil okronan za kralja 7. junija 1002. Prva leta svojega vladanja je Henrik II. utrdil svojo politično moč na mejah nemškega kraljestva. Vodil je številne pohode proti poljskemu Boleslavu I. in se nato uspešno preselil v Italijo, kjer ga je 14. februarja 1014 papež Benedikt VIII. okronal za cesarja. Okrepil je svojo vladavino s financiranjem in ustanavljanjem številnih škofij, kot je Bamberška škofija leta 1007, ter prepletal posvetne in cerkvene oblasti nad cesarstvom. Henrika II. je kanoniziral papež Evgen III. leta 1146.
Ker je njegova zakonska zveza s Kunigundo Luksemburško ostala brez otrok, je otonska rodbina izumrla s smrtjo Henrija II. leta 1024. Krona je prešla na Konrada II. iz salijske rodbine, pravnuk Liutgarde, hčerke Otona I. in salijskega vojvode Konrada Redečega iz Lotaringije. Ko je kralj Rudolf III. Burgundski 2. februarja 1032 umrl brez dedičev, je Konrad II. uspešno prevzel tudi to kraljestvo na podlagi dediščine, ki jo je cesar Henrik II. izsilil leta 1006, ko je napadel Burgundijo, da bi uveljavil svojo zahtevo po tem, ko se je Rudolf poskušal odpovedati leta 1016.

## Drugi pomembni člani
- Liudolf, Saški grof, umrl 864/866
- Sveti Altfrid, škof Hildesheim, umrl 874
- Oton I. Spoštovan, Saški vojvoda, umrl 912
- Gerberga Saška, umrla 954
- Henrik I. Bavarski, umrl 955
- Liudolf, Švabski vojvoda, umrl 957
- Hedwige Saška, umrla 965
- Bruno I., nadškof Kölna in vojvoda Lotaringije, umrl 965
- William, nadškof Mainza, umrl 968
- Mathilde, opatinja Essna, 973-1011
- Matilda, opatinja Quedlinburga, umrla 999
- Adelheid I., opatinja Quedlinburga, umrla 1044
- Matilda Nemška, grofica Palatine Lotharingia, 979-1025
- Oton, vojvoda Švabske in Bavarske, umrl 982
- Henrik II., Bavarski vojvoda, Prepirljivec, umrl 995
- Bruno, škof Augsburga, umrl 1029